# Arkadiusz z Cypru
Arkadiusz z Cypru – biskup chrześcijański i męczennik z IV wieku, święty Kościoła katolickiego i Cerkwi prawosławnej.
Arkadiusz od młodości poświęcał się pracy misyjnej. Zasłynął jako misjonarz na Cyprze, gdzie zginął śmiercią męczeńską, wkrótce po pochówku swoich uczniów: Juliana Lekarza i Eubolosa, straconych męczeńską śmiercią za panowania Juliana Apostaty.
Wspominany jest w dies natalis – 4 marca, w towarzystwie świętych Bazyliusza, Eugeniusza, Agatodorusa, Elpidiusza, Etheriusza, Capito, Efrema i Nestra.